# Tren Universitario de San Martín
El Tren Universitario de San Martín fue un servicio desarrollado por la Universidad Nacional de San Martín (UNSAM) en la provincia de Buenos Aires, Argentina.
El tren funcionó dentro del ámbito universitario y comunicaba el Edificio Corona del Tornavía con la estación Miguelete.
En un principio el tren corrió entre Edificio Corona del Tornavía y la Parada Sede de Ciencias Sociales como etapa experimental.
Durante todo momento el servicio fue gratuito.